# Campeonato Mundial de Triatlón de 1996
El VIII Campeonato Mundial de Triatlón se celebró en Cleveland (Estados Unidos) el 24 de agosto de 1996 bajo la organización de la Unión Internacional de Triatlón (ITU) y la Federación Estadounidense de Triatlón.

## Resultados
| Evento    | Oro                        | Plata                    | Bronce                     |
| --------- | -------------------------- | ------------------------ | -------------------------- |
| Masculino | Simon Lessing Reino Unido  | Luc Van Lierde · Bélgica | Leandro de Macedo · Brasil |
| Femenino  | Jackie Gallagher Australia | Emma Carney Australia    | Carol Montgomery · Canadá  |

### Masculino
| Puesto            | Triatleta         | País        |       |       |       | Final   |
| ----------------- | ----------------- | ----------- | ----- | ----- | ----- | ------- |
| Medalla de oro    | Simon Lessing     | Reino Unido | 18:24 | 49:40 | 30:36 | 1:39:50 |
| Medalla de plata  | Luc Van Lierde    | Bélgica     | 19:28 | 50:07 | 29:43 | 1:40:12 |
| Medalla de bronce | Leandro de Macedo | Brasil      | 20:11 | 49:24 | 30:20 | 1:41:00 |

### Femenino
| Puesto            | Triatleta        | País      |       |       |       | Final   |
| ----------------- | ---------------- | --------- | ----- | ----- | ----- | ------- |
| Medalla de oro    | Jackie Gallagher | Australia | 21:36 | 54:17 | 33:34 | 1:50:52 |
| Medalla de plata  | Emma Carney      | Australia | 21:52 | 54:05 | 34:41 | 1:51:43 |
| Medalla de bronce | Carol Montgomery | Canadá    | 20:22 | 55:22 | 34:53 | 1:52:07 |

## Medallero
| Núm. | País        | Oro | Plata | Bronce | Total |
| ---- | ----------- | --- | ----- | ------ | ----- |
| 1    | Australia   | 1   | 1     | 0      | 2     |
| 2    | Reino Unido | 1   | 0     | 0      | 1     |
| 3    | Bélgica     | 0   | 1     | 0      | 1     |
| 4    | Brasil      | 0   | 0     | 1      | 1     |
| 4    | Canadá      | 0   | 0     | 1      | 1     |
|      | TOTAL       | 2   | 2     | 2      | 6     |